# Miroslav Tetter
Miroslav Tetter (3. dubna 1938 Vsetín – 11. srpna 2021 České Budějovice) byl český politik a přírodovědec, v letech 2000 až 2008 zastupitel Jihočeského kraje, v letech 1998 až 2006 a opět od června do listopadu 2010 primátor města Českých Budějovic, předtím v letech 1992 až 1998 náměstek primátora, člen KDU-ČSL.

## Život
V letech 1957 až 1962 vystudoval obor biologie a chemie se specializací na botaniku na Přírodovědecké fakultě Univerzitě Jana Evangelisty Purkyně v Brně (dnes Masarykova univerzita). Habilitoval se na Vysoké škole zemědělské v Praze (dnes ČZU v Praze).
Patřil mezi vedoucí pracovníky na Vysoké škole zemědělské v Českých Budějovicích, kde byl vedoucím katedry rostlinné výroby a posléze biologie. Poté, kdy se škola transformovala v Zemědělskou fakultu Jihočeské univerzity, se stal prorektorem pro vědu a poté vedoucím katedry ekologie.
Miroslav Tetter byl ženatý a měl tři děti.
Zemřel v srpnu 2021.

## Politické působení
V roce 1990 se poprvé stal členem zastupitelstva města Českých Budějovic na kandidátce KAN, také v komunálních volbách v roce 1994 byl zvolen jako nestraník za KAN za subjekt "Koalice KDU-ČSL, KDS, KAN". Mandát zastupitele obhájil ve volbách v roce 1998 již jako člen KDU-ČSL a dále pak ve volbách v roce 2002 a 2006. V komunálních volbách v roce 2010 již neuspěl.
Byl dvacet let členem rady Statutárního města České Budějovice, jako radní, náměstek primátora, v letech 1998 až 2006 zastával post primátora Českých Budějovic. V letech 1996 a 2006 neúspěšně kandidoval v senátních volbách v obvodu České Budějovice za KDU-ČSL. Do funkce českobudějovického primátora byl potřetí na několik měsíců do konce volebního období zvolen 24. června 2010. Funkci vykonával do listopadu 2010.
V krajských volbách v roce 2000 byl zvolen jako člen KDU-ČSL na kandidátce Čtyřkoalice do Zastupitelstva Jihočeského kraje. V krajských volbách v roce 2004 mandát obhájil na samostatné kandidátce KDU-ČSL.